# اسمیتویل (آرکانزاس)
اسمیتویل (به انگلیسی: Smithville) یک شهر در ایالات متحده آمریکا است که در شهرستان لارنس، آرکانزاس واقع شده‌است. اسمیتویل ۱٫۵۶ کیلومتر مربع مساحت و ۷۸ نفر جمعیت دارد و ۱۰۷ متر بالاتر از سطح دریا واقع شده‌است.